# Tanganoides collinus
Tanganoides collinus là một loài nhện trong họ Amphinectidae. Loài này phân bố ở Tasmanië.